# Anoectochilus longicalcaratus
Anoectochilus longicalcaratus är en orkidéart som beskrevs av Johannes Jacobus Smith. Anoectochilus longicalcaratus ingår i släktet Anoectochilus och familjen orkidéer.
Artens utbredningsområde är Sumatera. Inga underarter finns listade i Catalogue of Life.